# Десница (Италија)
Десница (итал. La Destra) је италијанска политичка странка деснице коју је основао Франческо Стораче.
У почетку Стораче је био члан Националне алијансе (АН), главна национал-конзервативна странка Италије наследница Италијанског социјалног покрета.
Лидер АН-а Ђанфранко Фини крајем 2007 је био донео одлуку о уласку странке у нову партију, под именом Народ слободе заједно са другим снагама италијанског десног центра.
Стораче је одбијо то спајање и оптужио Финија да је том одлуком "издао све вредности италијанске деснице".10 и 11 новембра 2007 је одржана оснивачка скупштина нове странке.
Поводом парламентарних избора 2008, Стораче је склопио савез са лидером Социјалног покрета "Пламен тробојке" Луком Ромањолијем о стварању заједничке коалиције "Десница-Пламен тробојке", која је кандидовала Данијелу Сантрачу за премијера. Коалиција је освојила 2,4% у Дому посланика и 2,1% у Сенату, не освајајући ниједан мандат.
Након пораза на парламентарним изборима поводом европских избора 2009, Десница улази у нову коалицију "Аутономија", међутим и овај пут резултат је лош(2,2% и ниједан мандат у Европском парламенту).
Током 2010 и 2011 Стораче се помирио са бившим савезницима из Народа слободе и најавијо зближање и улазак у центро-десничарску коалицију с њим.